# Fehérvárcsurgó
Fehérvárcsurgó é um município da Hungria, situado no condado de Fejér. Tem 29,64 km² de área e sua população em 2015 foi estimada em 1.900 habitantes.